# Rdza wejmutkowo-porzeczkowa

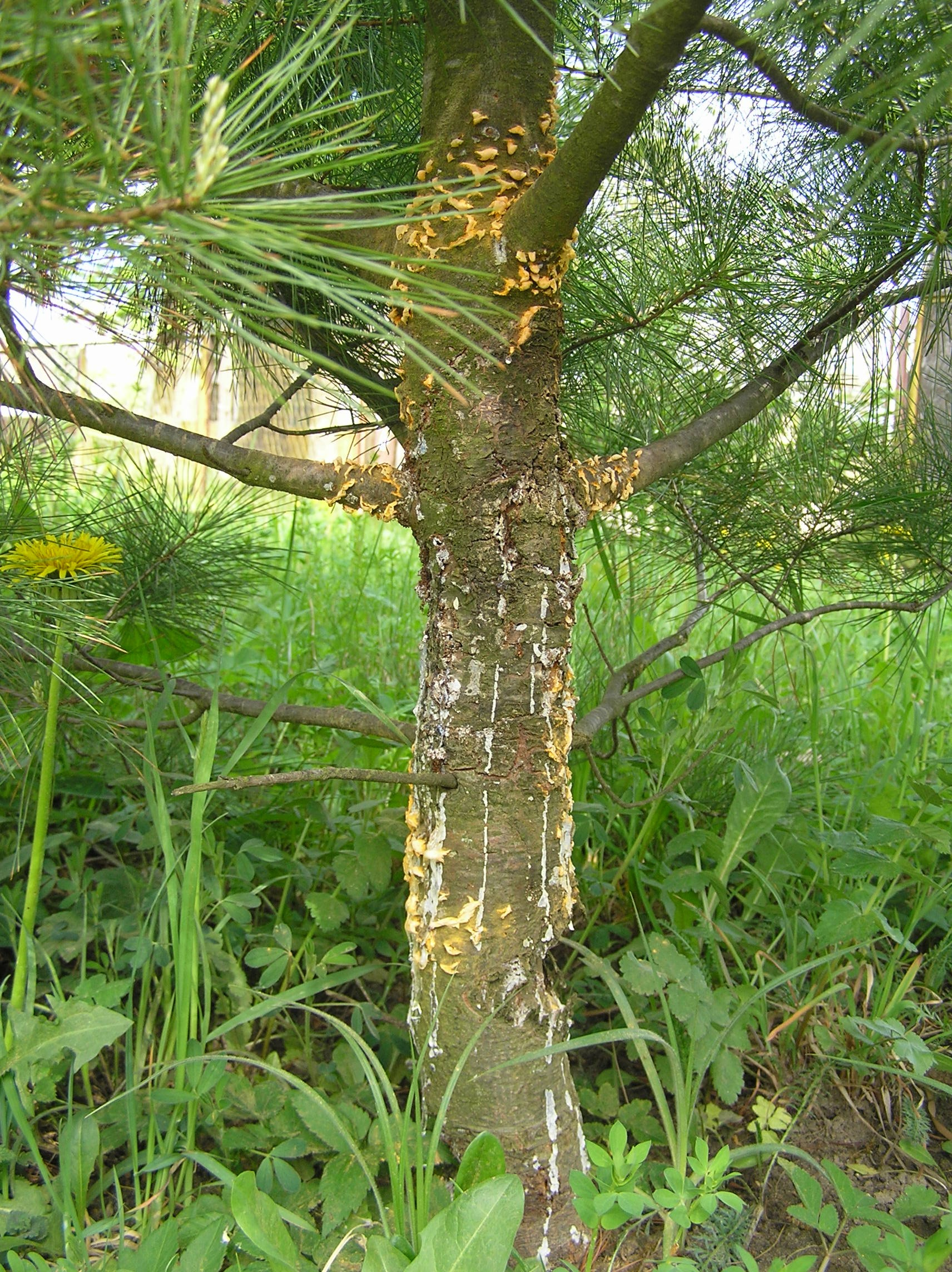
Pień młodej sosny zaatakowany chorobą

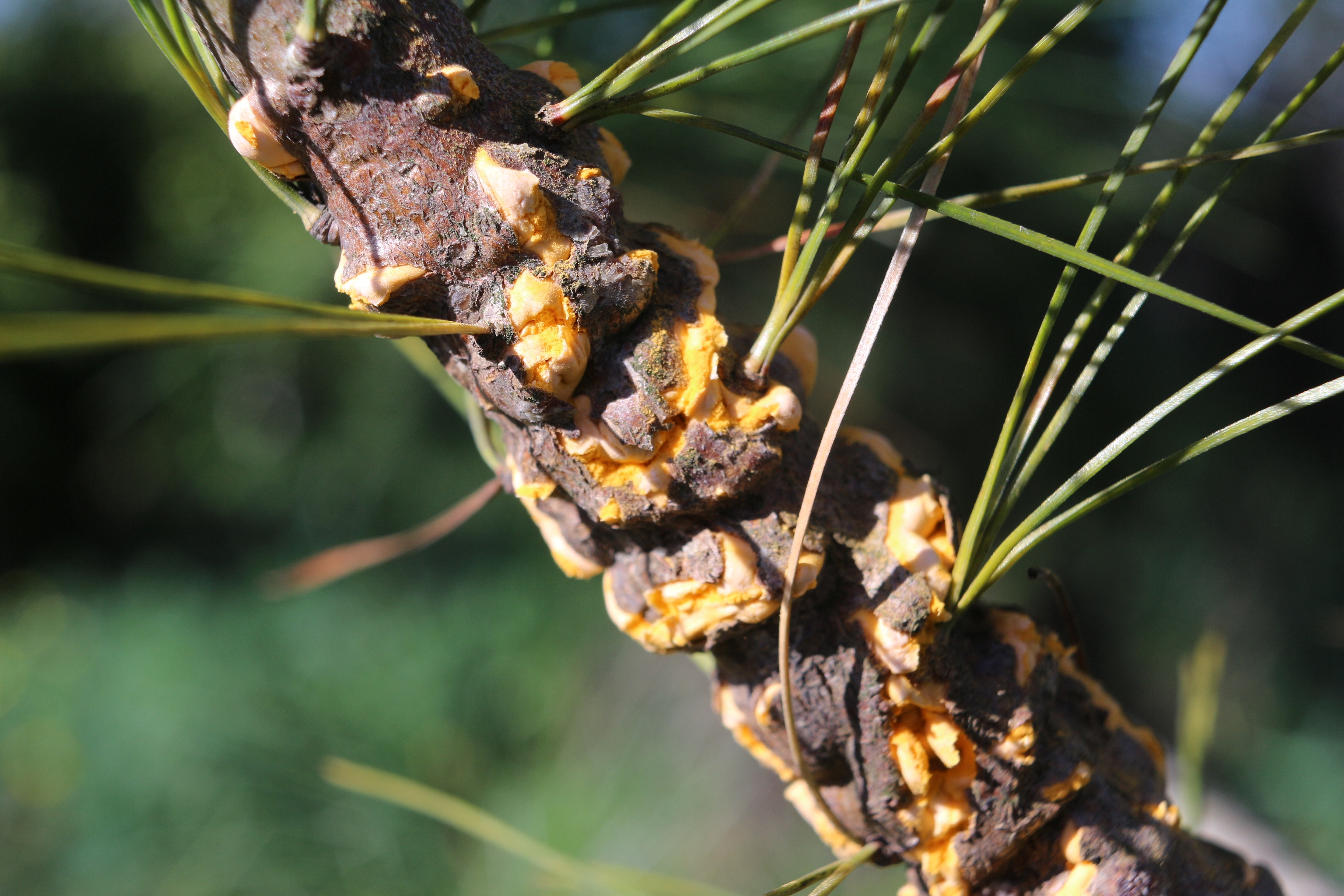
Młoda sosna Pinus strobus zaatakowana przez grzyb.

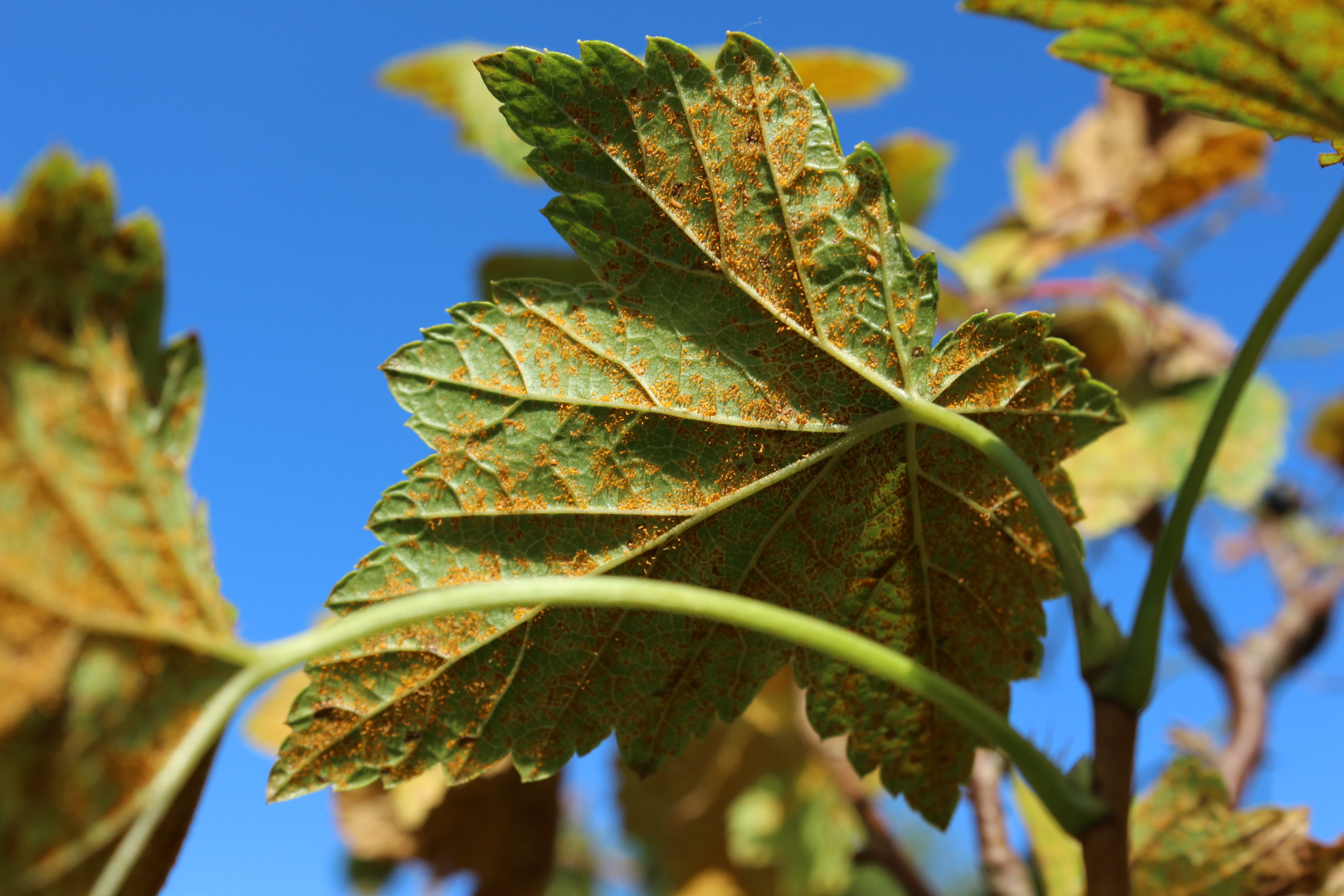
Objawy choroby na liściach czarnej porzeczki.

Rdza wejmutkowo-porzeczkowa, obwar wejmutkowo-porzeczkowy, rdza pęcherzykowata sosny wejmutki, rdza kory wejmutki – dwudomowa grzybowa choroba drzew iglastych z grupy rdzy. Występuje przede wszystkim na sosnach i porzeczkach, głównie porzeczce czarnej. Choroba powoduje u sosen uszkodzenia pędów głównych i bocznych, jak również obumieranie całych drzewek, u porzeczek powoduje zamieranie i przedwczesne opadanie liści.
Sprawcą choroby jest grzyb Cronartium ribicola. Porażeniu ulegają sosny pięcioigielne, takie jak: sosna wejmutka, sosna zachodnia, sosna Lamberta, sosna giętka, sosna limba oraz porzeczki. Podobieństwo zakażeń do grzyba Cronartium kamtschaticum pozwala na przypuszczenia, że porzeczki mogą być zastąpione przez gnidosza. W Europie porażone wejmutki stwierdzono po raz pierwszy w 1854 r. w Finlandii. Do 1880 r. choroba rozszerzyła się na całą Europę, a w latach 1907–1910 z niemieckimi i francuskimi sadzonkami wejmutki została zawleczona do Ameryki Północnej, gdzie w rozległych drzewostanach sosen pięcioigielnych wyrządziła i nadal wyrządza olbrzymie straty. Poraża pnie i gałęzie drzew wszystkich klas wieku. W Polsce, ze względu na nieliczne występowanie wejmutki, ma małe znaczenie gospodarcze dla leśnictwa, (poważniejsze w zachodniej Europie). Jest bardzo poważnym zagrożeniem dla upraw porzeczek.
Objawy choroby na wejmutce są bardzo zbliżone do powodowanych przez Cronartium pini – grzyba wywołującego rdzę kory sosny na sośnie zwyczajnej. Miejsca porażenia na pniach i gałęziach są mniej nabrzmiałe, gdyż przerostowi (hipertrofii) ulega tylko łyko, a nie drewno. Na górnej stronie liści porzeczek pojawiają się w lecie chlorotyczne plamy. Na dolnej stronie odpowiadają im skupienia małych plam barwy bursztynu (uredia), a następnie brunatne kłaczki (telia), długości do kilku mm. Często cała powierzchnia liści pokrywa się tymi utworami, liście zamierają i przedwcześnie opadają.